# Bazoilles-et-Ménil
Bazoilles-et-Ménil ist eine französische Gemeinde mit 115 Einwohnern (Stand: 1. Januar 2022) im Département Vosges in der Region Grand Est (bis 2015 Lothringen). Sie gehört zum Arrondissement Neufchâteau und zum Gemeindeverband Terre d’Eau.

## Geografie
Die Gemeinde Bazoilles-et-Ménil liegt an der Saule, etwa 16 Kilometer nordöstlich von Vittel und etwa sieben Kilometer südlich von Mirecourt. Umgeben wird Bazoilles-et-Ménil von den Nachbargemeinden Mattaincourt im Norden, Hymont und Valleroy-aux-Saules im Osten, Madecourt im Süden, Rozerotte im Südwesten sowie Domèvre-sous-Montfort im Nordwesten.
Der Haltepunkt Bazoilles-devant-Hymont lag an der Bahnstrecke Merrey–Hymont-Mattaincourt.

## Bevölkerungsentwicklung
| Jahr                       | 1962 | 1968 | 1975 | 1982 | 1990 | 1999 | 2006 | 2013 | 2020 |
| Einwohner                  | 165  | 174  | 183  | 199  | 178  | 122  | 118  | 123  | 109  |
| Quellen: Cassini und INSEE |      |      |      |      |      |      |      |      |      |

## Sehenswürdigkeiten

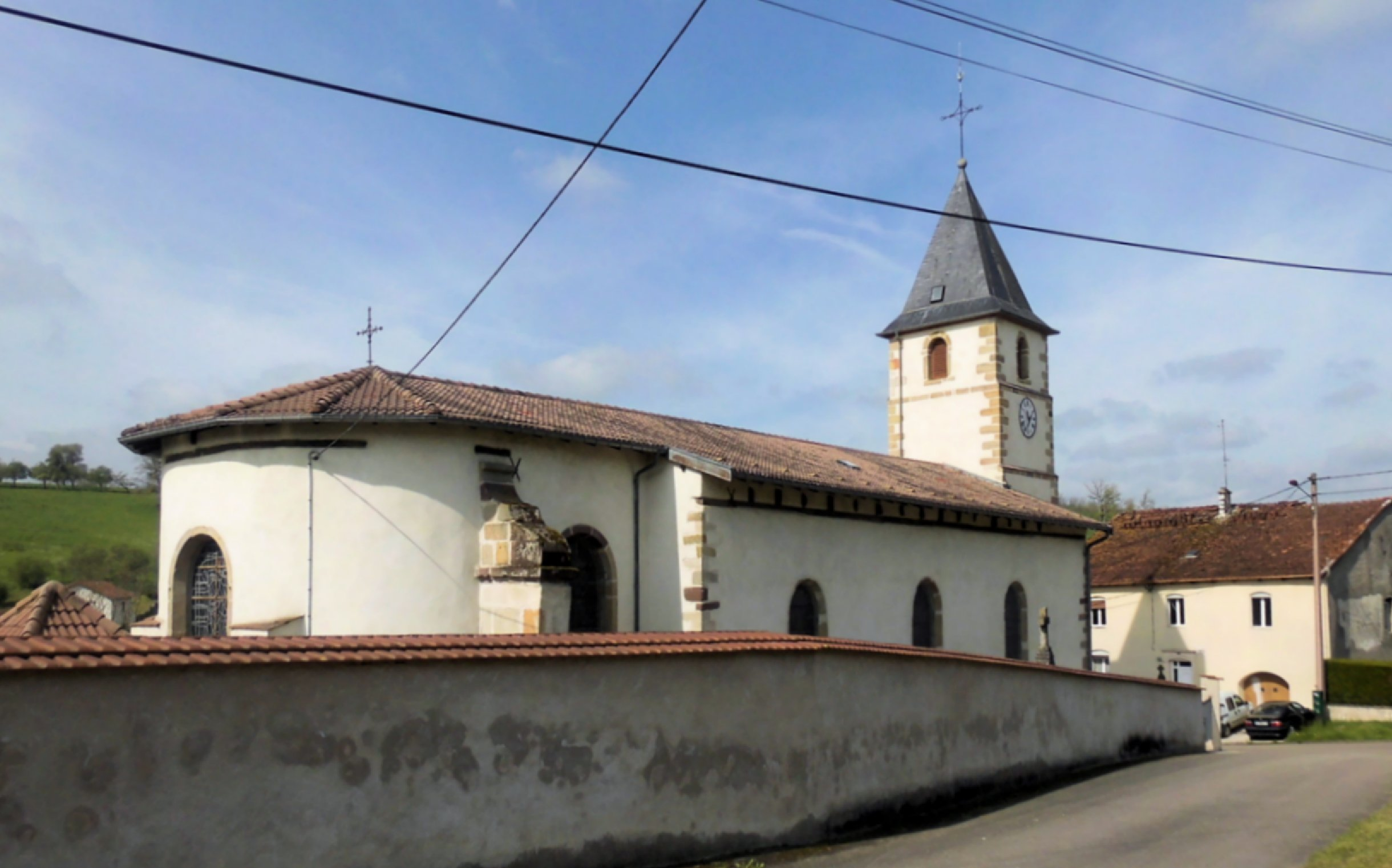
Kirche Saint-Remy
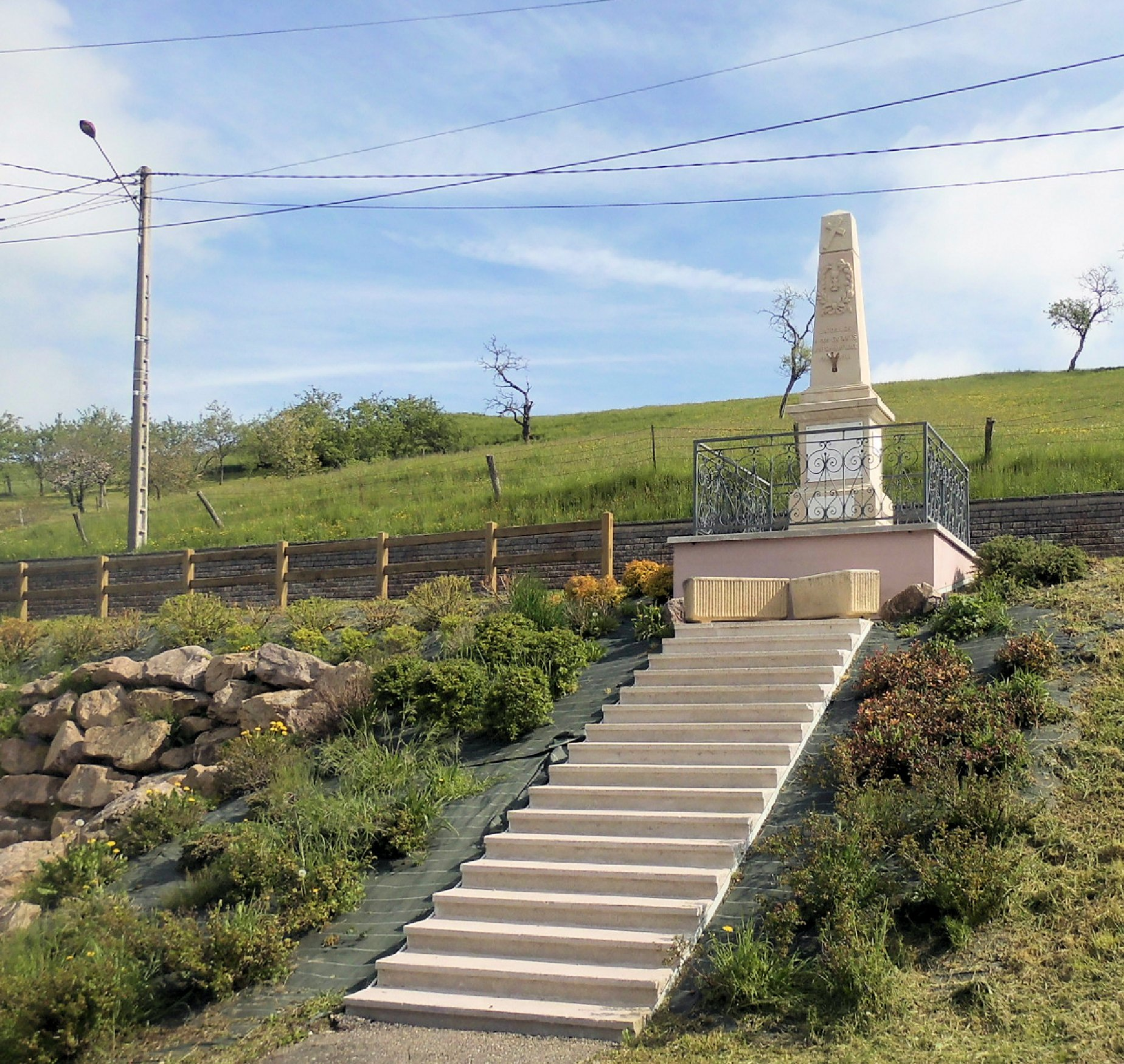
Gefallenendenkmal
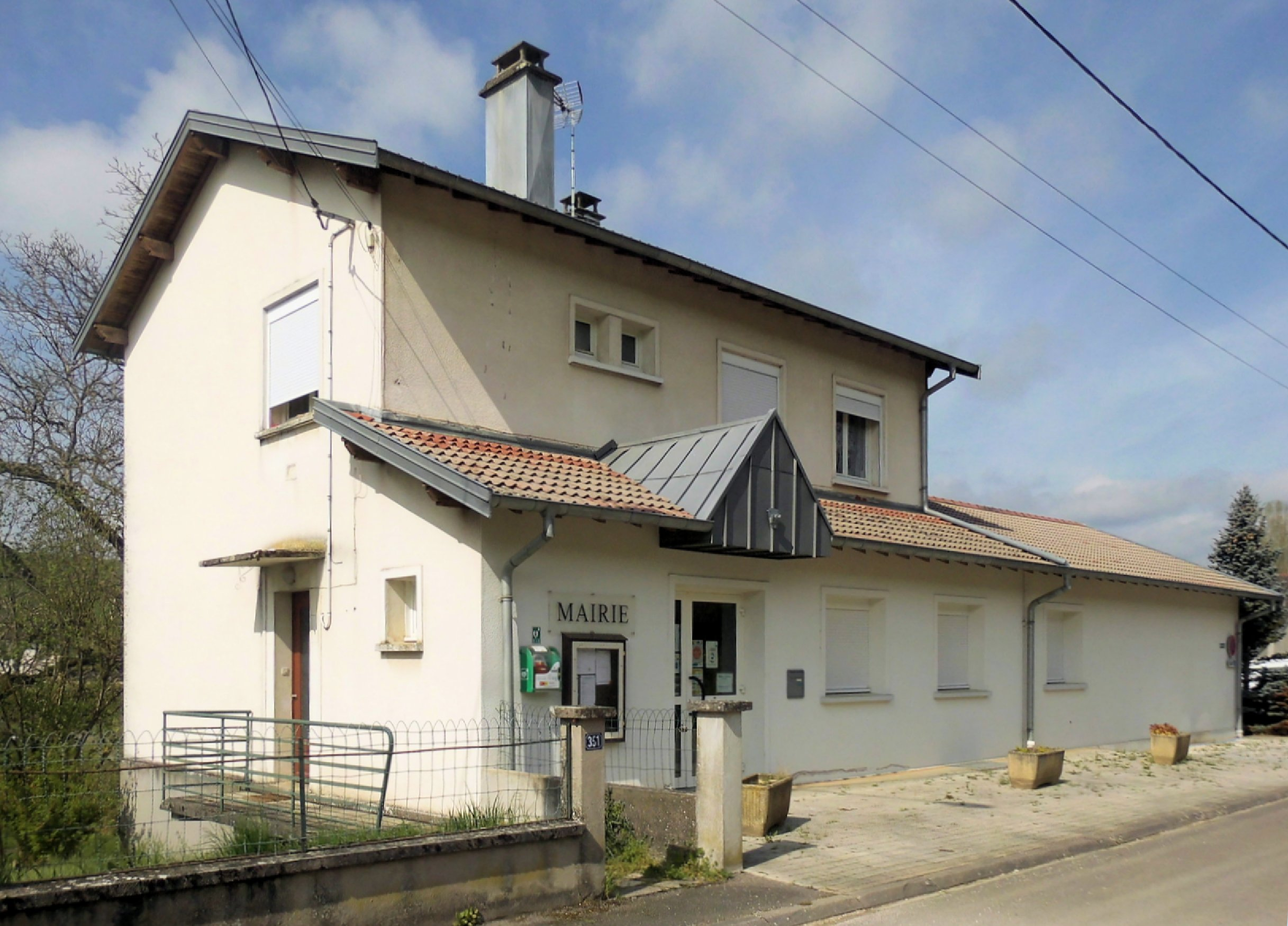
Rathaus (mairie)

- Brunnen

- Kirche Saint-Remy
- Gefallenendenkmal
- Rathaus (mairie)